# Parafia św. Tomasza Apostoła w Nowym Mieście Lubawskim
Parafia św. Tomasza Apostoła w Nowym Mieście Lubawskim – parafia rzymskokatolicka w diecezji toruńskiej, w dekanacie Nowe Miasto Lubawskie, z siedzibą w Nowym Mieście Lubawskim. Erygowana przed 1320. Bazylika mniejsza (1971) stanowi Sanktuarium Matki Bożej Łąkowskiej.

## Historia
- przed 1320 – ustanowienie parafii
- 1971 – ustanowienie kościoła bazyliką mniejszą

## Kościół parafialny
- Osobny artykuł: Bazylika św. Tomasza Apostoła w Nowym Mieście Lubawskim

## Zasięg parafii
Do parafii należą wierni z miejscowości: Kamionka, Lipowiec, Marzęcicie, Mszanowo, Nawra, Pacołtowo, Łąki Bratiańskie i Nowe Miasto Lubawskie.

## Duchowni związani z parafią
- Rogeriusz Binkowski
- Jan Kloka
- Franciszek Manthey
- Leon Pryba
- Franciszek Rogaczewski